# Kemwer (Gau)
Kemwer war der Name des zehnten unterägyptischen Gaues, der sich im südöstlichen Nildelta vom benachbarten Bubastis (18. Gau) bis zu den grenznahen Orten Heliopolis sowie Kairo (13. Gau) erstreckte. 
Er war benannt nach der Totengottheit Kemwer.
Die Hauptstadt des Gaues trug den altägyptischen Namen Hut-heri-ib - Ḥwt-ḥrj-jb (Kom el-Atrib) und lag nordöstlich von Banha. 
In ptolemäischer Zeit war ihr Name Athribis (altgriechisch Ἀθριβις), dementsprechend hieß der Gau zu jener Zeit Athribis.